# Casterets
Casterets is een gemeente en dorp (fr.commune) in het Franse departement Hautes-Pyrénées (regio Occitanie). De commune telt 14 inwoners (2009). De plaats maakt deel uit van het arrondissement Tarbes.

## Geografie
De oppervlakte van Casterets bedraagt 2,0 km², de bevolkingsdichtheid is dus 7 inwoners per km². De Arrats de devant stroomt door de gemeente.

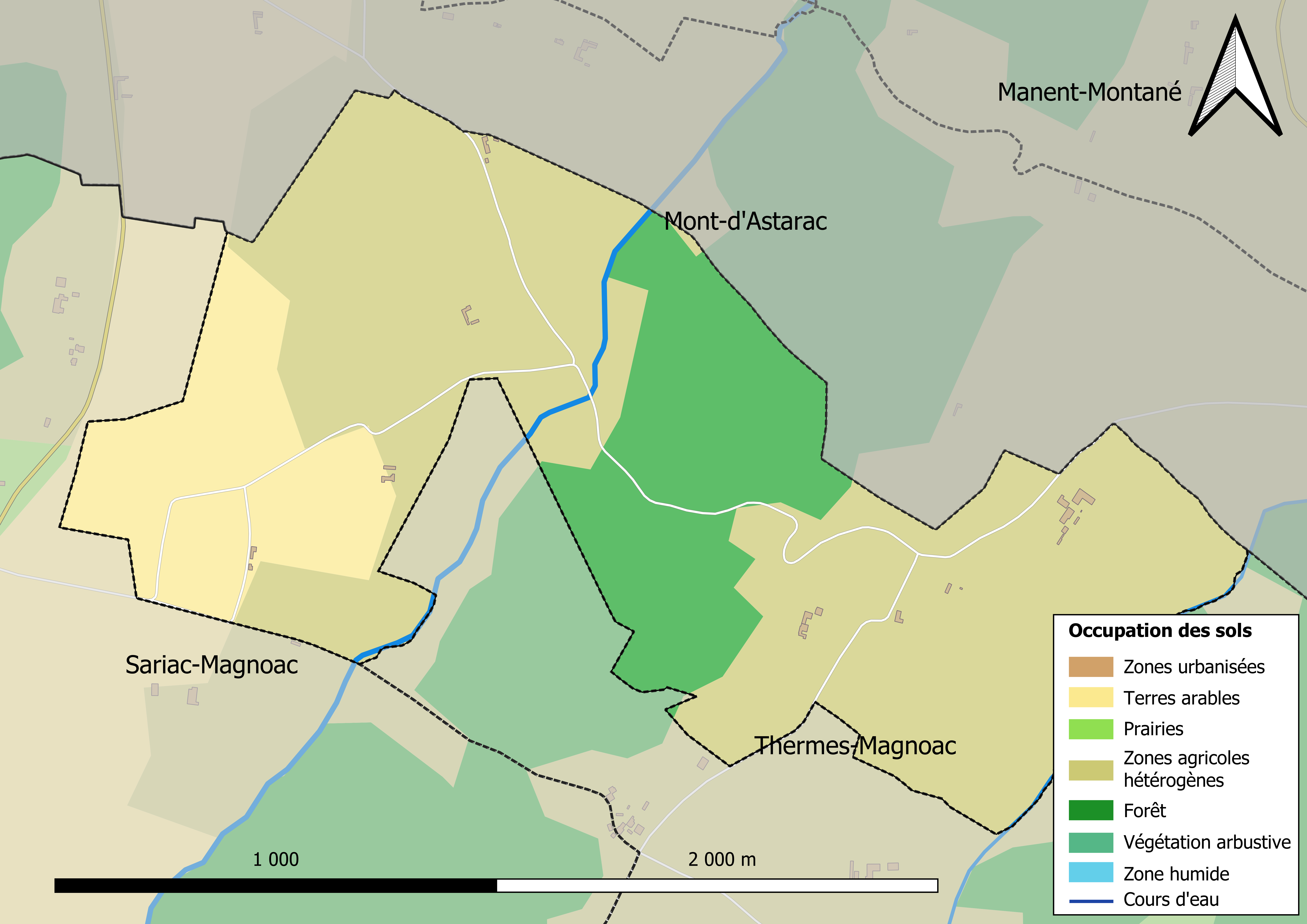
Kaart van de gemeente met belangrijkste infrastructuur, bodemgebruik en omliggende gemeenten

## Demografie
Onderstaande figuur toont het verloop van het inwonertal (bron: INSEE-tellingen).